# 2069
2069 — 2069 рік нашої ери, 69 рік 3 тисячоліття, 69 рік XXI століття, 9 рік 7-го десятиліття XXI століття, 10 рік 2060-х років.

## Очікувані події
- Листопад — радіопослання «Космічний поклик», відправлене з 70-метрового євпаторійського радіотелескопу в 1999 році в рамках програми послання позаземним цивілізаціям, досягне своєї мети — зірки 16 Лебедя.
- 21 квітня 2069 року відбудеться сонячне затемнення.

## Вигадані події
- Події в модифікації комп'ютерної гри Half-Life 2 «Dystopia[en]» відбуваються в 2069 році.
- У радіопостановці Asylum по серіалу Торчвуд Фреда народилася в 2069 році.
- У рольовій грі «Mass Effect» колонія Місяць заснована в 2069.